# ロンリー・ハート (イエスの曲)
「ロンリー・ハート」（原題：Owner Of A Lonely Heart）は、イギリスのバンド、イエスの曲。1983年11月のアルバム『ロンリー・ハート』（原題：90125）のファーストシングルとしてリリースされ、翌1984年1月にバンド初となる全米チャート1位を獲得。1984年の年間チャートで8位にランクされた。本国イギリスでは、通常の7インチ盤と12インチ盤、ピクチャー・ディスク、変形ピクチャー・ディスクでリリースされるが、チャートは28位止まりだった。

## 概要
この曲は、南アフリカ出身のトレヴァー・ラビンが1978年にロンドンに移住してからソロアーティストとして活動していたときに書かれた。「アコースティックギターを持ってトイレにいたときにリフを弾き始めた。最初は、これは何か凄いか、それとも無関係な音の集まりか、どちらかだと思った。次の日、同じリフがまた出てきた。だから、これはいいものに違いないと思った」。ラビンによる多重録音のデモバージョンは1981年に完成し、2003年に発売されたラビンのコンピレーションアルバム『90124』に収録されている。

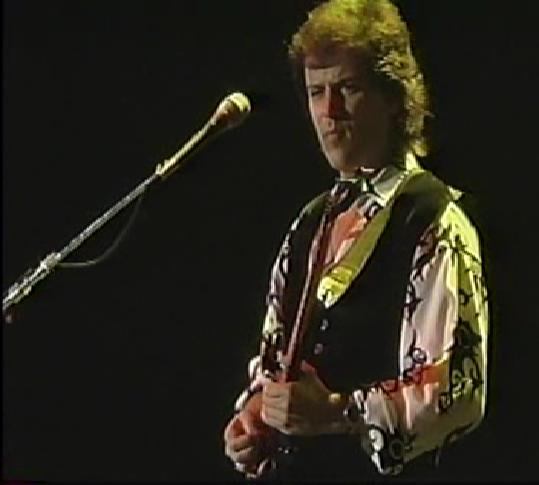
トレヴァー・ラビン

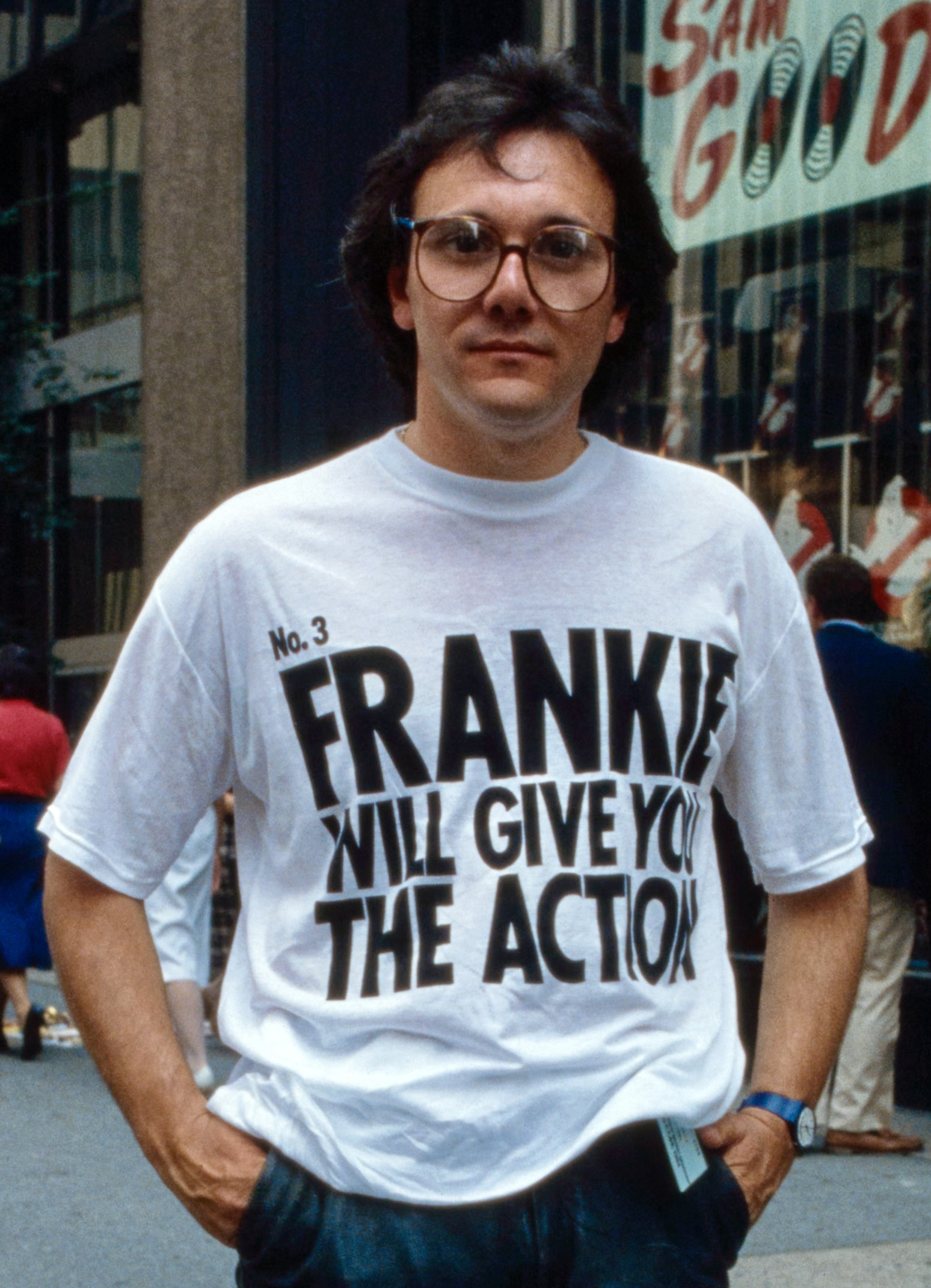
トレヴァー・ホーン

その後、ロサンゼルスに拠点を移しゲフィン・レコードとディベロップメント契約を結んだが、後のエイジアとなるバンドへの参加に興味を示さなかったためレーベルから解雇されたラビンは、「ロンリー・ハート」を収録したデモテープをさまざまなレコード会社に送り始めた。その中にはアリスタ・レコードも含まれていたが、オーナーのクライヴ・デイヴィスからは「君の声はトップ40向きだが、この曲は今のマーケットにはあまりにも突飛すぎる」という手紙を受け取る（後にラビンは「ロンリー・ハート」が1位になったビルボードチャートの写真をクライヴ・デイヴィスに送りつけている）。「ロンリー・ハート」がヒットする可能性があると認めた最初の人物は、RCAレコードのA&R担当であるロン・フェアだった。ラビンによると、フェアは「ロンリー・ハート」がゲームチェンジャーとしての役割を果たす曲であると考えており、その曲を売りにしてアルバム契約をオファーしてきたが、ラビンはアトランティック・レコードのフィル・カーソンの薦めでイエスのクリス・スクワイアとアラン・ホワイトとシネマというグループ名でアルバムを作ることに同意したため、このオファーを断った。
シネマは、かつてイエスのメンバーとしてアルバム『ドラマ』でリードボーカルを担当したトレヴァー・ホーンをプロデューサーに迎えていた。「ロンリー・ハート」は何年も前に書かれ、デモも作成されていたにもかかわらず、レコーディングでは後で追加された曲だった。レコーディングスタジオでラビンが自身のデモテープを流したままトイレに行っているとき、ホーンはそのテープから流れてきた「ロンリー・ハート」のプロトタイプバージョンを聞いた。ホーンは、この曲がヒットする可能性を感じて、ラビンをはじめメンバーが乗り気でなかったにもかかわらず、この曲をレコーディングするようバンドに懇願したと主張しているが、ラビンは「トレヴァー・ホーンが、この曲を録音するためにバンドを説得する必要があったと言っているが、それは正しくない」と反論している。
ホーンの提案により、オリジナルのキーボードパートをシンクラヴィアとフェアライトCMIに置き換えた。ラビンのデモバージョンでは効果音はミニモーグのシンセサイザーで作られていたが、ホーンはフェアライトCMIで再録音した。この曲におけるオーケストラヒットと呼ばれる派手なフェアライトの音色は、その後のホーンの作るサウンドの特徴の一つとなった。
ホーンとラビンは、アラン・ホワイトのドラムのレコーディング方法について意見が合わなかった。ラビンは何度もスネアの音をヘビーなものにしようと試みたが、ホーンはポリスの『シンクロニシティー』でスチュワート・コープランドがタイトなスネアドラムで鳴らしていた音色のようにする必要があると確信していた。最終的に複数のミックスが作られたが、「アーメット・アーティガン（アトランティック・レコードの創始者）がラビンたちを制止して、私たちのミックスをリリースさせた」とホーンは述べている。
1983年4月、フィル・カーソンの指示により、イエスのオリジナルシンガーであるジョン・アンダーソンがバンドに参加、ボーカルを録り直すことになる（その結果、シネマはイエスに名前を変更した）。アンダーソンはこの曲のボーカルを録音したが、歌詞の内容の一部は変更された。ホーンによれば、「彼（アンダーソン）は2番の歌詞が気に入らないから歌わないと言って、歌詞を書き直したんだ」。アンダーソンによる「空にいる鷲」という歌詞は、ホーンをはじめメンバーの嫌うところとなり、ホーンとエンジニアのゲイリー・ランガンはその歌詞の直後に鷲を撃ち落とす銃声の効果音を追加した。
作詞・作曲には、トレヴァー・ラビン、ジョン・アンダーソン、クリス・スクワイア、そしてトレヴァー・ホーンがクレジットされている。ラビンは、クレジットと印税の内訳についての見解を明らかにしている。「曲の30パーセントを手放して、最終的に70パーセントを手にした。ジョンはヴァースで歌詞に手を加えたから、クリスと同様に報酬を受け取るに値する。トレヴァー・ホーンに割り当てられたのは、自分がこの曲で使用したシンクラヴィアを紹介してくれたことへの感謝の気持ちだ。また、曲の制作が楽しいものだったことへの感謝でもある」。また、別のインタビューでラビンは「この曲の制作アイデアは、レコーディング前から私が用意していたものだが、プロデューサーは作曲のクレジットを強要することで有名だ。曲の大部分は私に権利があるが、ジョンとクリスは実際に貢献していたので、喜んでクレジットに含めた。振り返ると、トレヴァー（・ホーン）は、まったく貢献していなかったので、クレジットに含められるべきではなかった」と述べている。
日本では、日産自動車「バサラ」（1999年）、三洋電機「eneloop」（2005年）、UCC上島珈琲「THE CLEAR」（2011年）、トヨタ自動車「ノア」（2016年）など、多くのCMに使用されている。

## ミュージック・ビデオ
この曲のミュージック・ビデオはストーム・トーガソンが監督した。トーガソンはヒプノシスのメンバーとして、1970年代にイエスのアルバム『究極』や『トーマト』のジャケットのデザインを担当している。
撮影はロンドンで行われた。ディストピア的な悪夢の世界に連れ込まれる男を、俳優のダニー・ウェッブが演じている。
撮影当時、トニー・ケイはバンドを離脱しており、代わりにキーボードプレイヤーとして参加していたエディ・ジョブソンがビデオに出演している。